# Mediana de Aragón
Mediana de Aragón ist ein Ort und eine Gemeinde (municipio) mit 457 Einwohnern (Stand: 2024) in der spanischen Provinz Saragossa der Autonomen Gemeinschaft Aragonien. 

## Lage und Klima
Mediana de Aragón liegt etwa 23 Kilometer (Luftlinie) südöstlich des Stadtzentrums der Provinzhauptstadt Saragossa in einer Höhe von ca. 290 m am Río Ginel. Das Klima ist gemäßigt; Regen (ca. 390 mm/Jahr) fällt mit Ausnahme der eher trockenen Sommermonate übers Jahr verteilt.

## Bevölkerungsentwicklung
| 1900 | 1910 | 1920 | 1930 | 1940 | 1950 | 1960 | 1970 | 1981 | 1991 | 2001 | 2011 | 2021 |
| ---- | ---- | ---- | ---- | ---- | ---- | ---- | ---- | ---- | ---- | ---- | ---- | ---- |
| 1370 | 1421 | 1349 | 1188 | 732  | 843  | 811  | 647  | 566  | 549  | 507  | 470  | 465  |

## Sehenswürdigkeiten

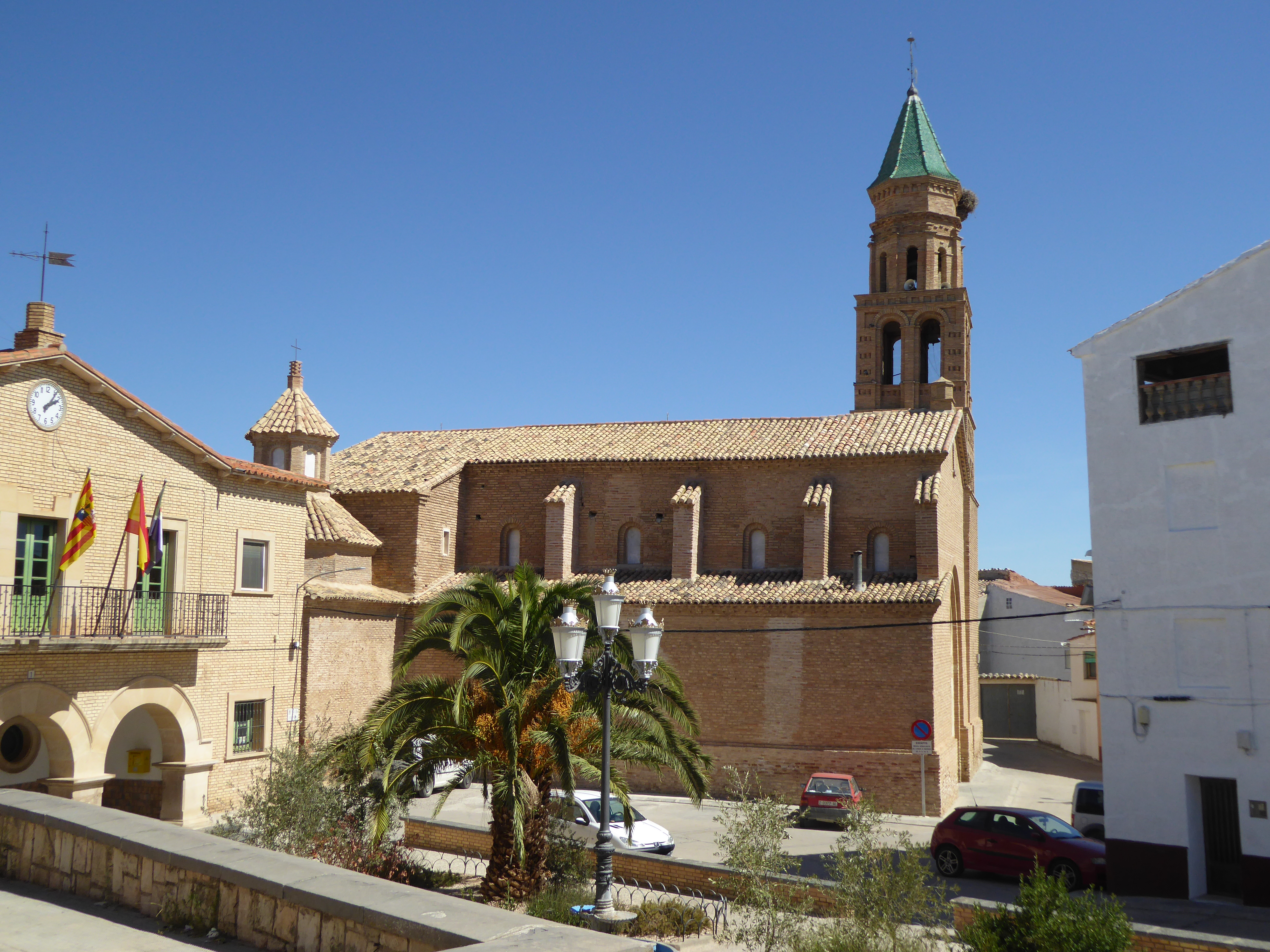
Kirche Santa Ana
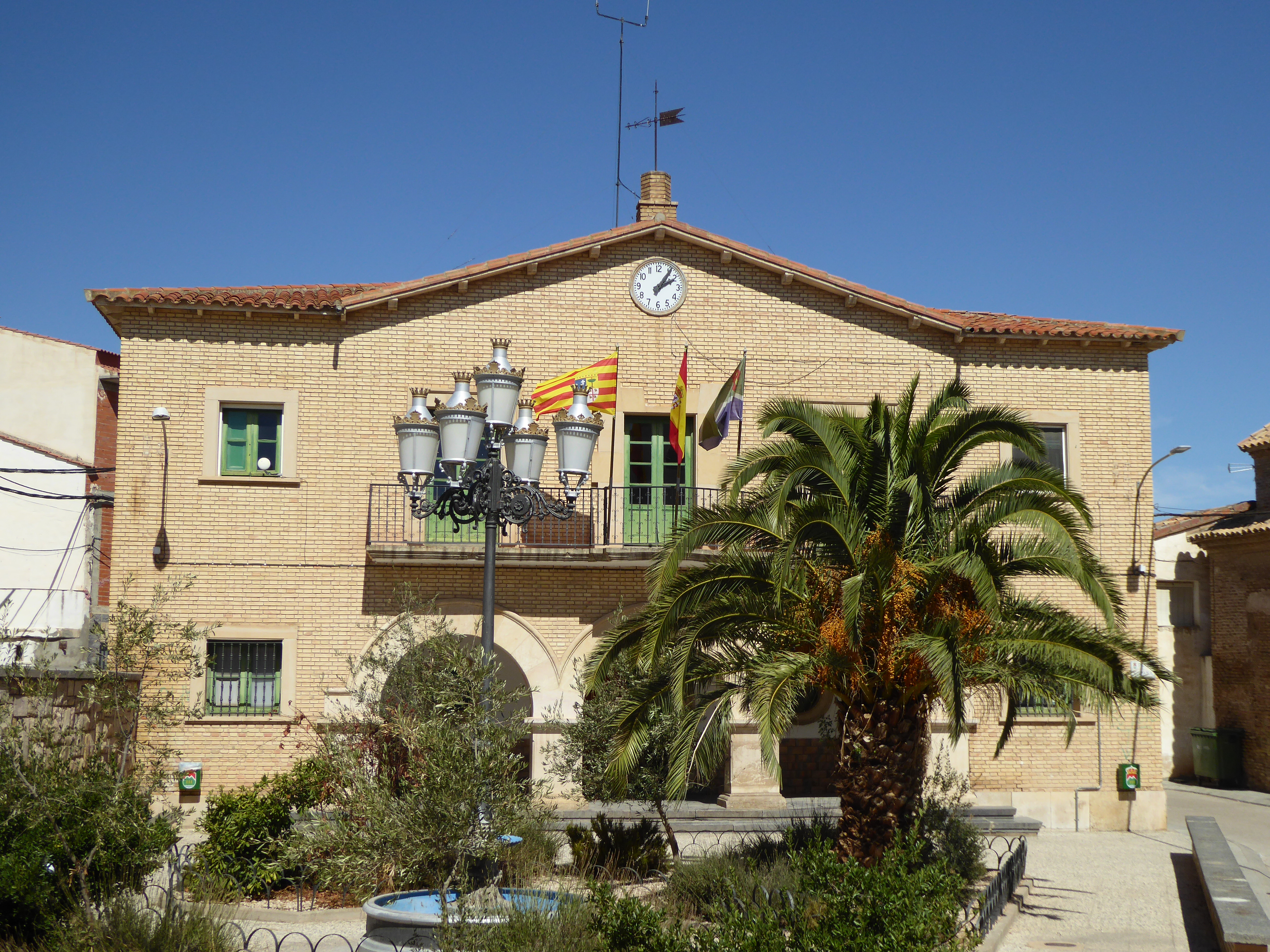
Rathaus

- Kirche Santa Ana
- Rathaus